# Sagala
Pour les articles homonymes, voir Sagala (Pakistan).
Sagala est une commune située dans le département de Dédougou de la province du Mouhoun au Burkina Faso.